# Quintus Caecilius Metellus Numidicus
Pour les articles homonymes, voir Caecilii Metelli.
Quintus Caecilius Metellus Numidicus, né vers 152 av. J.-C. et mort en 91 av. J.-C., est un homme politique romain de la fin du IIe et du début du Ier siècle av. J.-C.
Né dans la très influente famille des Caecilii Metelli, qui domine la politique romaine de la fin de l'époque des Gracques au début de l'hégémonie de Marius, il atteint le consulat en 109 comme quatre de ses cousins et son frère aîné avant lui. Il prend le commandement de la guerre contre Jugurtha qu'il repousse jusqu'en Maurétanie. Mais son client et légat Caius Marius se fait élire consul et attribuer le commandement de la guerre, devenant l'ennemi personnel de Metellus. Celui-ci obtient malgré tout un bon accueil à Rome et le triomphe en 106 pour ses victoires sur les Numides. Il reçoit le surnom de « Numidicus ».
Il est un des piliers de l'aristocratie sénatoriale conservatrice, menée par le princeps senatus Marcus Aemilius Scaurus, défendant les vieilles valeurs républicaines, les optimates, s'opposant au réformisme et au populisme des populares qui se réclament notamment des Gracques. Avec le soutien des populares, l’homo novus et brillant général Marius affirme sa supériorité sur la nobilitas de 107 à 100, année où seul Numidicus refuse de s'incliner et s'oppose à une de leurs lois. Déjà, lors de sa censure en 102, il a tenté de faire exclure Lucius Appuleius Saturninus et Caius Servilius Glaucia du Sénat. En 100, ces derniers contraignent alors Numidicus à l'exil. Mais Marius doit se résoudre à perdre une partie de ses violents soutiens, notamment Saturninus et Glaucia, exécutés en vertu d'un senatus consultum ultimum proposé par Scaurus.
Numidicus est rappelé en 98 et fait alors un retour triomphal à Rome, où il meurt quelques années plus tard. Son fils Quintus Caecilius Metellus Pius, qui a joué un rôle important dans le retour d'exil, par sa détermination, est un fervent soutien de Sylla, et ils sont vainqueurs des populares en 82. Numidicus s'est révélé être un bon général et un homme politique d'une incorruptible probité à une époque où la politique romaine est de plus en plus corrompue.

## Famille
Il est membre de la famille plébéienne très influente des Caecilii Metelli.
Il est le fils de Lucius Caecilius Metellus Calvus, consul en 142 av. J.-C. et le neveu de Quintus Caecilius Metellus Macedonicus, général et consul en 143 av. J.-C.
Il est né vers 152 av. J.-C.
Il a pour frère Lucius Caecilius Metellus Delmaticus, consul en 119 av. J.-C. et pontifex maximus de 115 à sa mort en l'an 103 av. J.-C. Sa sœur est Caecilia Metella Calva, qui épouse Lucius Licinius Lucullus, et est la mère de l'homme d'État et général Lucullus. Une autre de ses sœurs épouse Caius Servilius Vatia, père de Publius Servilius Vatia Isauricus. On lui connaît une nièce, Caecilia Metella Dalmatica, qui épouse le princeps senatus Marcus Aemilius Scaurus, un politicien âgé alors à l'apogée de sa puissance, puis après la mort de son premier mari, elle se marie en 88 au consul et futur dictateur Sylla, alors âgé d'environ cinquante ans.
Il a pour cousins germains Quintus Caecilius Metellus Baliaricus, consul en 123 av. J.-C., Lucius Caecilius Metellus Diadematus, consul en 117 et censeur en 115 av. J.-C., Marcus Caecilius Metellus, consul en 115 av. J.-C. et Caius Caecilius Metellus Caprarius, consul en 113 av. J.-C. et censeur en 102 av. J.-C.
Il a un fils, Quintus Caecilius Metellus Pius, partisan de Sylla et consul en 80 av. J.-C. et pontifex maximus de 81 à sa mort en l'an 63 av. J.-C.

## Biographie

### Début de carrière
Le début de sa carrière se fait à l'époque des Gracques. Les actes politiques des deux frères ont un grand retentissement dans l'histoire romaine, ayant eu à gérer le tribunat de la plèbe à une période où la situation politique et sociale romaine impose des aménagements importants. Ces questions qui cristallisent les oppositions politiques et dont se sont saisis les Gracques sont centrales : le rôle des diverses institutions, la place des Italiens dans la structure sociale et l'éternelle question agraire. Leur fin tragique, en 133 pour l'aîné, Tiberius, et en 121 pour le cadet, Caius, marque aussi l'histoire de Rome. C'est la première fois, mais non la dernière, qu'un senatus consultum ultimum est prononcé et qu'une telle vague de violence envahit Rome à cause de divergences politiques. Appien ne s'y trompe pas en commençant son ouvrage sur l'histoire des guerres civiles romaines par cette période aux conséquences symboliques et politiques considérables :

« Chez les Romains, la plèbe et le Sénat ont de fréquentes altercations au sujet de la confection des lois, de l'abolition des dettes, du partage des terres et des élections aux magistratures. Mais ces altercations ne dégénèrent point en guerre civile. On n'en vient point aux mains. Ce ne sont que de simples dissentiments, des contentions autorisées par les lois, où l'on a soin de conserver les égards et le respect que l'on se doit les uns aux autres. [...] Jamais d'ailleurs glaive n'est porté dans les assemblées politiques. Jamais meurtre n'y est commis. Tiberius Gracchus est le premier qui, alors qu'il est tribun de la plèbe et pendant qu'il propose des lois, périt dans une sédition. Avec lui sont massacrés, dans le sein même du Capitole, plusieurs de ceux qui s'y trouvent enfermés. Après ce tragique événement, les séditions n'ont plus de terme. L'esprit de discorde s'exalte également des deux côtés. On s'arme fréquemment de poignards, et il y a dès lors peu d’assemblées, soit dans les temples, soit au Champ de Mars, soit au Forum, qui ne sont ensanglantées par le meurtre des tribuns, des préteurs, des consuls, des candidats pour ces magistratures ou de tout autre personnage considérable. Chaque jour on s'insulte avec plus d'audace, et le honteux mépris des lois et de la justice va en croissant. »

— Appien, Guerres civiles, I, 1-2 - traduction Combes-Dounous, 1808.
Dans sa jeunesse, il est envoyé à Athènes, où il étudie sous Carnéade, décédé en 128, célèbre philosophe de la Nouvelle Académie et grand maître de l'éloquence. Il revient ostensiblement cultivé et avec de brillantes compétences oratoires. Il commence son cursus honorum en l'an 126, étant questeur. Il devient ensuite tribun de la plèbe en l'an 121.
Avec la mort de Caius Gracchus en 121, la paix civile semble rétablie, mais les évènements des deux dernières décennies vont laisser leurs marques jusqu'à la fin de la République romaine. De très nombreux procès politiques marquent la vie romaine jusqu'à la guerre sociale. L'aristocratie sénatoriale va faire annuler les dispositions agraires prises par les Gracques dans les quinze années qui suivent la mort du cadet des Gracques. La lutte politique est permanente entre une partie de l'aristocratie sénatoriale qui mène une politique anti-gracchienne et une recherche des vieilles valeurs républicaines, avec notamment les Caecilii Metelli et le princeps senatus Marcus Aemilius Scaurus, et des populares qui tentent de défendre la politique et reprendre le flambeau des deux frères. Cette lutte revêt souvent des aspects violents.
Il est édile en 115 et préteur en 112. Il est ensuite désigné l'année suivante comme propréteur en Sicile.
En 115, il succède peut-être à son oncle Quintus Caecilius Metellus Macedonicus, décédé, dans le collège des augures.

### Début du consulat (109)
En 109, il est consul avec Marcus Junius Silanus. Il reçoit le commandement de la guerre contre Jugurtha en Numidie,,. Salluste le décrit alors comme un « homme actif, énergique, d'une réputation intacte, également respecté de tous les partis, bien qu'il soit opposé à celui du peuple ; [...] de grands talents et d'une incorruptible probité ».
Durant son consulat, une loi transforme définitivement les locations du domaine public en propriétés privées. La plus grande partie de l’ager publicus se trouve définitivement privée. Il n’y a plus de loi agraire de grande envergure possible. Cela met fin aux dispositions prises par les Gracques. Il met aussi fin aux dispositifs mis en place par Tiberius Gracchus d'exemption ou réduction de la durée du service militaire.

### Contexte de la guerre de Jugurtha

La Numidie entre 112 et 105, et les batailles majeures de la guerre.

À la mort du roi numide, Micipsa, en 118, le royaume de Numidie est divisé entre le neveu Jugurtha et les deux fils du roi. En 116, Jugurtha tue le plus jeune fils du roi, Hiempsal et une commission part de Rome afin de diviser le royaume entre Jugurtha et Adherbal. Jugurtha connaissant bien les Romains réussit par des cadeaux à corrompre le chef de la délégation romaine Lucius Opimius et ses compagnons,,,. Jugurtha reçoit ainsi la partie la plus peuplée et la plus riche de la Numidie. Adherbal reçoit celle qui était la plus équipée en ports et en édifices,. En 113-112, Jugurtha attaque Adherbal qu’il tue, agissant contre les ordres de Rome. Des marchands italiens de Cirta sont tués et cela déclenche une guerre entre Rome et Jugurtha.
Pendant que le consul Bestia lève des troupes en Italie, et Jugurtha tente d'ouvrir des pourparlers, mais le Sénat rejette catégoriquement la possibilité d'une négociation, et insiste pour recevoir une reddition complète du prince numide. Cependant, en 111, le consul Lucius Calpurnius Bestia, accompagné du princeps senatus Marcus Aemilius Scaurus, se laisse corrompre pour signer un simulacre de paix,. Un tribun de la plèbe, Caius Memmius, accuse le consul Bestia, Scaurus et d'autres aristocrates d'accepter des pots-de-vin du roi Jugurtha. Il convoque ce dernier à comparaître à Rome, et Jugurtha rejoint la capitale,.
En 110, c'est au nouveau Spurius Postumius Albinus qu'échoit de régler l'affaire de Numidie. Il propose de donner la couronne à un autre prince numide, mais celui-ci est assassiné à Rome à l'instigation de Jugurtha, qui rejoint ensuite ses terres,. Postumius Albinus prépare activement sa campagne, mais est ensuite soupçonné d'avoir été corrompu à son tour. De retour à Rome pour organiser les élections, il a laissé son frère sur place, qui prend l'initiative de combattre Jugurtha et est honteusement vaincu. Spurius souhaite redresser la situation compromise par son frère, mais il ne peut lancer une campagne avec uniquement les troupes sur place, vaincues et démobilisées,.
Un tribun de la plèbe en 109, Caius Mamilius Limetanus, obtient qu'une commission soit mise en place pour juger ceux qui, dans leurs ambassades ou leurs commandements, ont reçu de l'argent de Jugurtha. Quatre consulaires sont condamnés : Lucius Opimius, chef d'une ambassade corrompue en 116, Caius Porcius Cato, consul en 114, Lucius Calpurnius Bestia, consul en 111 et qui se laisse corrompre pour signer un simulacre de paix, et Spurius Postumius Albinus, consul et commandant inactif de la guerre contre Jugurtha en 110,.

### Première année de campagne contre Jugurtha (109)

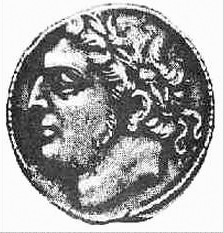
Pièce à l'effigie de Jugurtha.

Ainsi, en cours d'année, Metellus part en Afrique prendre le commandement de la guerre contre Jugurtha avec notamment pour légat son client Caius Marius ainsi que Publius Rutilius Rufus. Trouvant sur place une armée démoralisée, désorganisée et se livrant au pillage, il impose une rude discipline aux soldats. Il a aussi le soutien du Sénat, du peuple et des alliés de Rome pour obtenir approvisionnements et renforts,.
Une fois la discipline et l'organisation revenue, il se lance dans une campagne militaire vers l'intérieur de la Numidie en l'an 109. Le roi numide, devant la détermination de son nouvel adversaire, tente d'ouvrir des négociations, en vain. Metellus cherche quant à lui à retourner certains députés contre Jugurtha, pour mettre fin à la guerre. Jugurtha est toujours fuyant et le proconsul s'enfonce envahit la Numidie, recevant plutôt bon accueil. Le roi numide, envahi et menacé d'être trahi, est contraint de combattre. Assisté de Bomilcar, il parvient à surprendre les Romains à la bataille du Muthul. Elle est indécise, les Romains étant sauvés de la défaite grâce à Caius Marius, et se termine par une retraite stratégique des troupes de Jugurtha. Publius Rutilius Rufus se distingue aussi pendant la bataille. Metellus ravage ensuite le royaume numide recevant la soumission d'une bonne partie de la population,.
Une deuxième bataille rangée est alors inévitable, et elle se déroule sous les murs de Zama. Cette bataille dure deux jours avant de voir les Romains l'emporter. L'hiver met fin aux opérations mais pas aux manœuvres diplomatiques. Le consul réussit à retourner Bomilcar, pourtant très proche de Jugurtha. Ce dernier accepte de se rendre, livre de l'argent et ses éléphants, ainsi que des déserteurs ligures et thraces, auxquels le consul inflige un châtiment exemplaire. Le roi numide refuse finalement la convocation du général romain. Une ville numide occupée par les Romains se rebelle et massacre toute la garnison romaine, Metellus agit promptement en écrasant la rébellion,.
À Rome, les victoires de Metellus ont un retentissement considérable. Le résumé très synthétique de l'histoire romaine de Tite-Live résume ainsi cette campagne : « Le consul Quintus Caecilius Metellus défait Jugurtha dans deux combats et ravage toute la Numidie ». Il est prorogé dans son commandement en tant que proconsul d'Afrique pour l'année à venir,. Son collègue Marcus Junius Silanus a dû faire face aux Cimbres en Gaule narbonnaise qui reviennent d'Hispanie, mais il est battu, perdant presque toute son armée.

### Deuxième année de campagne contre Jugurtha (108)

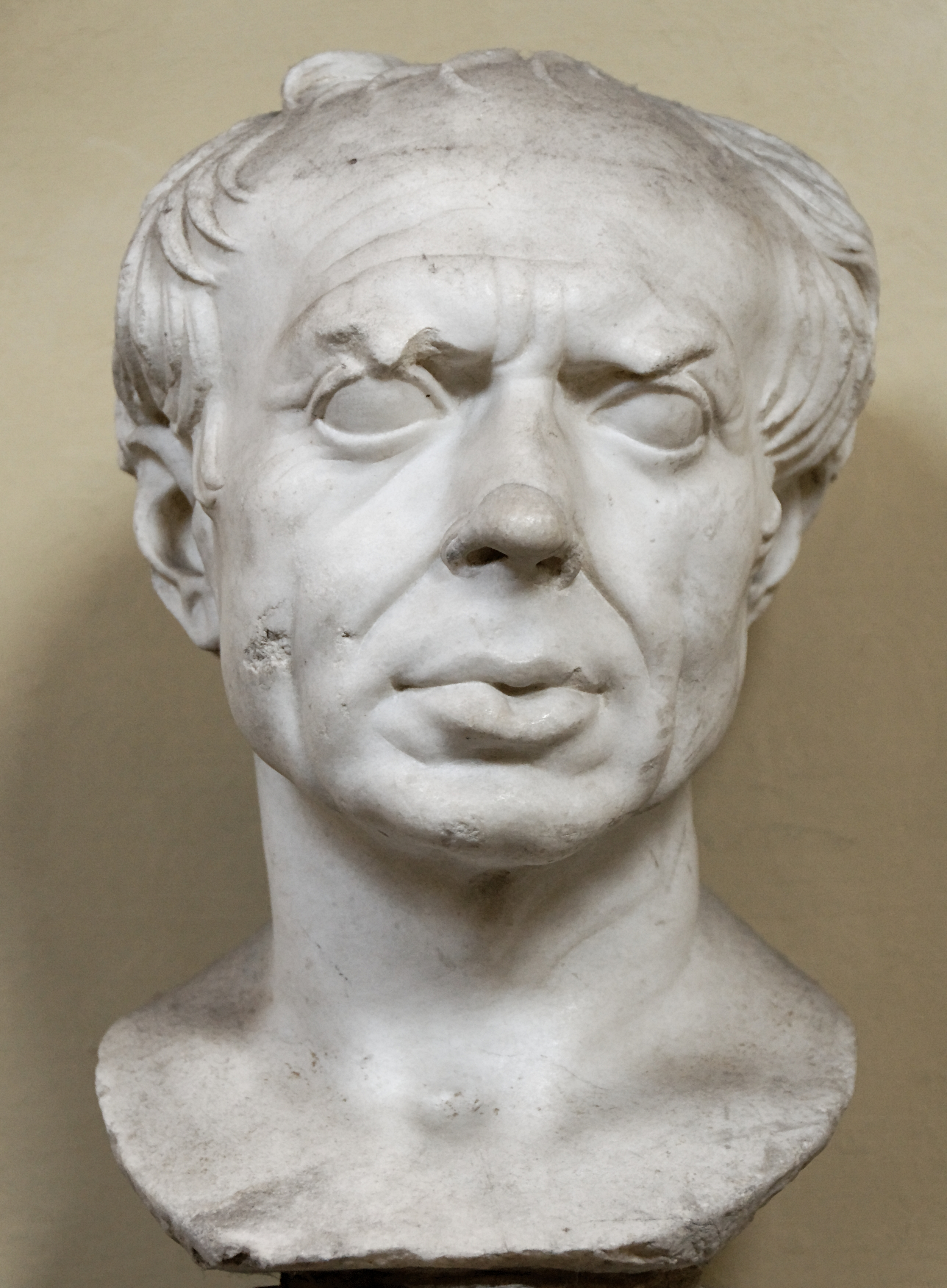
Buste présumé de Caius Marius, Musée Chiaramonti, Rome.

Les populares n'hésitent pas à exploiter les succès de Caius Marius en l'opposant systématiquement à Metellus, dont ils noircissent l'attitude. Constatant cette popularité, Marius n'hésite pas à demander congé, d'abord refusé, pour briguer le consulat. Metellus est surpris de voir une telle ambition chez un homme aux origines modestes et qui, de surcroit, lui doit sa carrière. Devant le refus de Metellus, Marius n'hésite pas à nuire à son chef, convainquant ses soldats ainsi que tous les négociants romains et italiens d'Afrique qu'il ferait un bien meilleur commandant que le proconsul, et qu'il pourrait capturer Jugurtha, et donc mettre fin à la guerre, en bien moins de temps que Metellus. Fort de ces soutiens qui convainquent leurs contacts à Rome, il s'allie aussi à un riche prince numide éconduit par Metellus, Gauda, qui lui fournit l'argent nécessaire à sa campagne,,.
Le complot de Bomilcar échoue mais Jugurtha est défait par les Romains et doit fuir dans le désert, poursuivi par Metellus. Marius obtient de pouvoir retourner à Rome pour rendre compte de la campagne de son chef, qui vient de vaincre Jugurtha et le repousser jusqu'en Maurétanie. Le roi numide parvient à convaincre son beau-père, le roi Bocchus de Maurétanie, de le soutenir. Metellus, ne connaissant par son nouvel ennemi, préfère éviter le combat,,.

### Perte du commandement, retour à Rome et triomphe (107-106)
Caius Marius se présente aux élections consulaires et fait une intense campagne de dénigrement contre Metellus, l'accusant d'incompétence. Il obtient la magistrature suprême pour l'an 107, devenant un des premiers homo novus de la République. S'appuyant sur ses alliés au tribunat, Titus Manlius Mancinus et Caius Coelius Caldus, il se fait attribuer le proconsulat en Afrique et le commandement de la guerre de Jugurtha, en Numidie, au détriment de Metellus. Mancinus intente aussi un procès pour malversations à l'encontre de Metellus. Celui-ci doit subir l’affront de voir son ancien client s’approprier ses troupes et remporter une guerre qu'il a déjà lui-même presque gagnée en repoussant le roi numide aux limites de la Maurétanie. Metellus, bien que n'étant plus chargé de la guerre, tente de circonvenir Bocchus, ce qui a pour effet de faire hésiter ce dernier et suspendre les hostilités jusqu'à l'arrivée du nouveau commandant,,.
Metellus refuse de le rencontrer mais lui laisse le commandement par l'intermédiaire de Publius Rutilius Rufus. Metellus reçoit contre toute attente un bon accueil à Rome, est acquitté immédiatement de l'accusation de malversation, sa réputation d'intégrité étant encore forte,,,. En l'an 105, la guerre se termine. Marius ne peut tirer pleine gloire de cette victoire, car c'est Sylla, qui, après des tractations diplomatiques, capture lui-même Jugurtha. La victoire de Marius le place au sommet de Rome, sa popularité est alors immense.
La défaite de Jugurtha fournit deux triomphes : le premier, magnifique, à Metellus, en l'an 106, qui reçoit le surnom de Numidicus, « vainqueur des Numides, », le second à Caius Marius. Cependant, le 1er janvier 104, c'est devant le char de Marius que marche Jugurtha, ainsi que ses deux fils, chargé de fers, avant d'être étranglé au Tullianum, sur ordre du consul,.

### Pilier de l'aristocratie sénatoriale pendant l'hégémonie de Marius (107-100)
Numidicus reste tout au long de sa carrière politique un des chefs des conservateurs du Sénat. L'apogée de la carrière de Caius Marius, entre son premier consulat en 107 et son sixième en 100, se base sur l'alliance avec des tribuns populares. Marius a besoin de ces derniers pour obtenir ces commandements ainsi que des colonies et des distributions de terre pour ses soldats. Entre contre-partie, les tribuns bénéficient de son aura et du vote de ses vétérans, mettant à mal les institutions romaines traditionnelles. Marius affirme sa supériorité sur la nobilitas. Avec l’aide des populares, son commandement est prolongé en se faisant réélire consul plusieurs années consécutives et souvent in abstentia. Il est notamment aidé par le tribun de la plèbe Lucius Appuleius Saturninus et tous ceux qui contestent l'oligarchie en place et reprennent certaines des propositions des Gracques,.
Les défaites répétées des armées romaines au nord face aux Cimbres et aux Teutons affolent la population romaine, en réveillant le spectre de l’invasion de Rome par les Gaulois au IVe siècle av. J.-C. Les deux peuples ont en effet remporté, au nord des Pyrénées, une série de victoires contre l’armée romaine, favorisées par les rivalités au sein de l'aristocratie sénatoriale, dont la défaite à la bataille d'Arausio (Orange) en 105 constitue le point culminant,. Alors que Caius Marius annonce sa victoire sur Jugurtha, même l'aristocratie sénatoriale conservatrice, notamment le princeps senatus Marcus Aemilius Scaurus et Numidicus, soutient que le commandement de la guerre des Cimbres revienne à Marius.

### Censure (102)
En 102, il est censeur avec Caius Caecilius Metellus Caprarius. Il tente de dégrader de leur rang les sénateurs Caius Servilius Glaucia et Lucius Appuleius Saturninus mais la procédure échoue, Caprarius n'apportant pas son soutien à son collègue et cousin,,,.
Numidicus refuse aussi d'inscrire comme chevalier romain un tribun de la plèbe qui se fait passer pour le fils de Tiberius Gracchus. Il exclut aussi un certain Furius de l'ordre équestre,. Les deux censeurs nomment de nouveau Marcus Aemilius Scaurus comme Princeps senatus.
Cette même année, il doit refuser d'assurer la défense de son beau-frère Lucius Licinius Lucullus car il est accusé par un autre de ses beaux-frères, Caius Servilius Vatia.

### Opposition auxpopulareset exil (100-98)

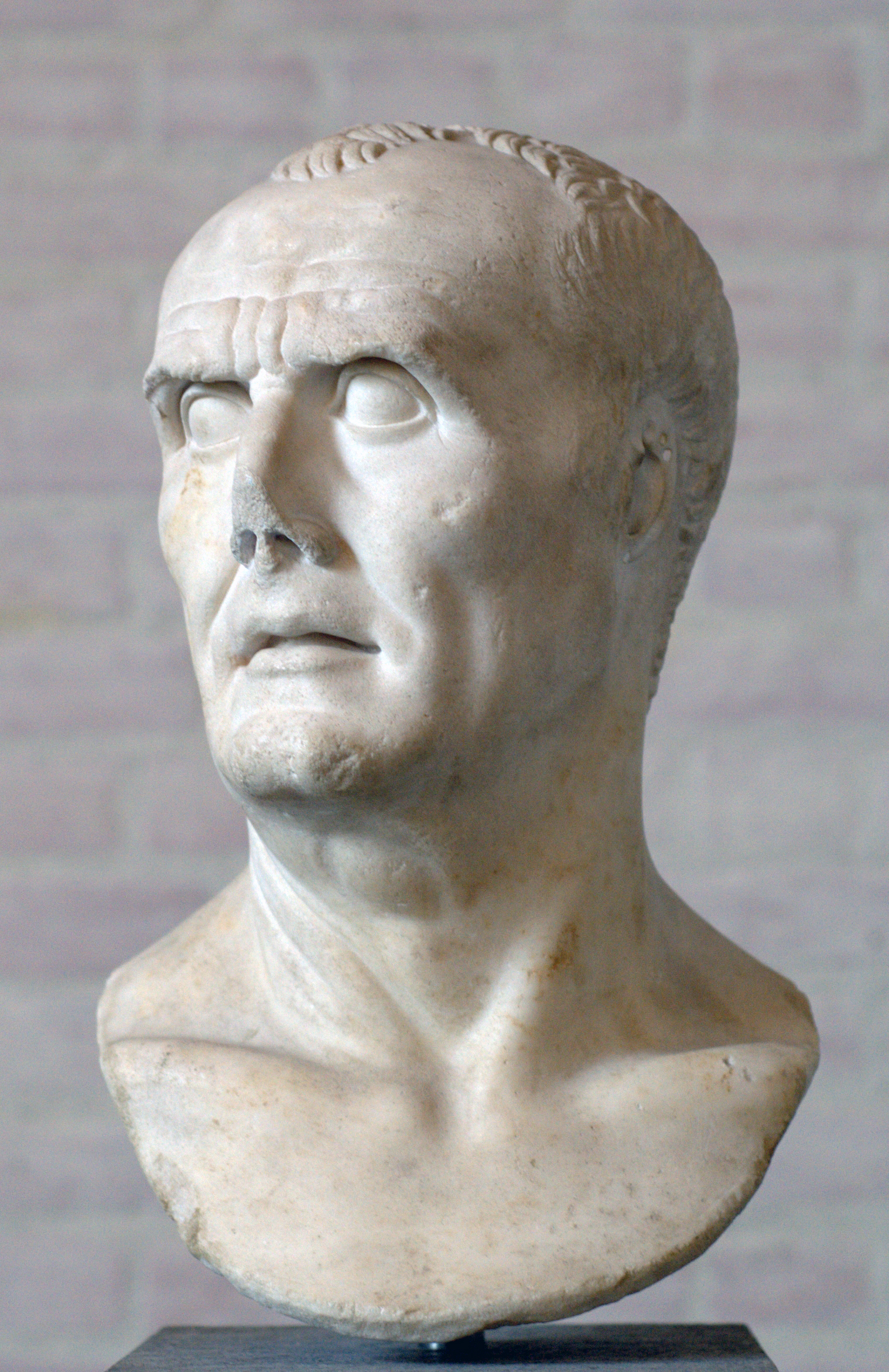
Pseudo-« Marius », copie d'époque augustéenne, Glyptothèque de Munich.

En l'an 100, Caius Marius est réélu pour le consulat pour la cinquième fois consécutive, quand bien même il n'y a plus de menace sur Rome et l'Italie, Numidicus étant son plus fervent adversaire. Saturninus fait voter une loi pour installer les vétérans de Marius dans des colonies en Sicile, en Afrique, en Macédoine et en Grèce. Saturninus fait passer d'autres lois qui ne sont pas de son ressort, ainsi qu'un lotissement des terres récupérées en Gaule cisalpine, obligeant les sénateurs à prêter serment d'observer cette nouvelle loi. Metellus Numidicus est le seul à refuser de s'incliner et à choisir l'exil plutôt que de provoquer de nouveaux troubles civils dans cette période de forte agitation politique. Marius prend un décret de « mort civique » contre lui. Saturninus et Glaucia tiennent leur vengeance,,,.
« Tous les bons citoyens ; touchés de l'injustice qu'on lui faisait, courent en foule chez lui pour le défendre. Metellus ne veut pas être la cause d'une sédition, et prend le sage parti de sortir de Rome : “Ou les affaires, dit-il, prendront une meilleure tournure, et le peuple se repentira de ce qu'il fait aujourd'hui, alors il me rappellera lui-même ; ou elles resteront dans le même état, et dans ce cas il vaut mieux être éloigné”. Le récit des témoignages de bienveillance et d'estime que Métellus reçoit à Rhodes pendant son exil, et de l'application qu'il y donne à la philosophie, trouvera mieux place dans sa vie, que je me propose d'écrire ». Il est accompagné en exil par un rhéteur, Aelius Stilo, et poursuit son étude de la philosophie à Rhodes.
Lors de la période électorale pour l'année 99, Saturninus et Glaucia font régner la terreur à Rome. Le Sénat excédé et mené par le princeps senatus Marcus Aemilius Scaurus, décide, en dernier recours, de faire appel à Marius pour ramener l'ordre, par le biais d’un senatus consultum ultimum qui impose au consul de réprimer les fauteurs de trouble. Marius, inquiété par une situation qui lui échappe, abandonne ses anciens amis et se range du côté du Sénat. Saturninus, Glaucia et tous leurs partisans sont exécutés. Bien qu'il conserve des partisans, le meurtre de ses propres alliés laisse Marius très isolé,.
Son fils Metellus Pius et d'autres membres de sa famille et de l'aristocratie sénatoriale font campagne pour le faire rappeler d'exil. Dès la fin de l'année, deux tribuns, Quintus Pompeius Rufus et Marcus Porcius Cato, proposent une loi pour rappeler Numidicus d'exil. Marius, encore consul, s'y oppose, et le tribun Furius, exclut deux ans plus tôt de l'ordre équestre par Numidicus, y met son veto. Pius présente une pétition au Sénat en 99, et par son zèle obtient enfin du tribun de la plèbe Quintus Calidius un décret de pardon en 98. Son surnom « le pieux » est un hommage à ses tentatives opiniâtres de faire rappeler son père d'exil,,.

### Retour à Rome et fin de vie (98-91)
Numidicus fait alors un retour triomphal à Rome,. Selon Plutarque, Caius Marius préfère quitter Rome, plutôt que d'assister au retour de son vieil ennemi, et s'embarquer pour la Cappadoce et la Galatie, à moins qu'il soit parti dès l'an 99.
Il vit le reste de ses jours dans ses maisons du mont Palatin et de la Via Tiburtina, intervenant peu dans les affaires publiques.
Metellus est généreux dans son soutien aux arts, parrainant son ami le poète Archias.
Cicéron rapporte de façon douteuse une rumeur selon laquelle Quintus Varius, un tribun de la plèbe de 91, aurait finalement empoisonné Metellus - sans doute Numidicus. En tout cas, cela nous informe de l'année de son décès.